# Élection partielle de Crosby de 1981
L'élection partielle de Crosby de 1981 se déroule le 26 novembre 1981. Elle vise à remplacer le député britannique Graham Page (en), représentant la circonscription électorale anglaise de Crosby à la Chambre des communes, à la suite de son décès, le 1er octobre de la même année. Elle est remportée par Shirley Williams, du Parti social-démocrate.

## Les candidats
La circonscription de Crosby, dans le Merseyside, est représentée par des députés conservateurs depuis sa création, en 1950. Il s'agit d'un solide bastion du parti : aux élections générales de 1979, Graham Page (en) est réélu avec 19 272 voix d'avance sur son adversaire travailliste Tony Mulhearn (en), un membre du conseil municipal de Liverpool appartenant à l'aile gauche du parti.
Pour succéder à Page, le Parti conservateur présente John Butcher, un comptable réserviste de la Royal Navy qui vit dans le Cheshire et travaille à Warrington. Face à lui, le candidat travailliste est John Backhouse, le président de la section locale du parti. Cet enseignant fait également partie du CND.
Le Parti libéral, dont le candidat est arrivé troisième en 1979, conclut une alliance avec le jeune Parti social-démocrate (SDP), créé au début de l'année par un groupe de travaillistes surnommés la « Bande des Quatre (en) » : David Owen, Bill Rodgers, Shirley Williams et Roy Jenkins. Parmi eux, Williams et Jenkins ne sont pas députés, et les libéraux acceptent de soutenir la candidature de Williams au siège de Crosby. Elle a l'avantage d'être catholique, comme une proportion importante de l'électorat de cette circonscription.
Six autres candidats se présentent, dont Richard Small pour le Parti de l'écologie et Bill Boaks (en), qui s'est fait une spécialité de se présenter dans le plus grand nombre possible d'élections partielles pour attirer l'attention sur son sujet de prédilection, la sécurité routière. Un étudiant de 22 ans, John Desmond Lewis, se présente sous la bannière de la Raving Loony Society après avoir fait légalement changer son nom en Tarquin Fin-tim-lin-bin-whin-bim-lim-bus-stop-F'tang-F'tang-Olé-Biscuitbarrel, en référence à un personnage d'un sketch des Monty Python.

## Les résultats
Shirley Williams est élue avec 5 289 voix d'avance sur John Butcher. Elle devient ainsi la première candidate élue du SDP. Les travaillistes réalisent un score inférieur à 10 % et ne sont pas remboursés de leurs frais de campagne.
| Parti         | Parti                                                | Candidat                                                                      | Votes  | Votes | Votes  |
| Parti         | Parti                                                | Candidat                                                                      | Voix   | %     | +/-    |
| ------------- | ---------------------------------------------------- | ----------------------------------------------------------------------------- | ------ | ----- | ------ |
|               | Parti social-démocrate                               | Shirley Williams                                                              | 28 118 | 49,0  | —      |
|               | Parti conservateur                                   | John Butcher                                                                  | 22 829 | 39,8  | – 17,1 |
|               | Parti travailliste                                   | John Backhouse                                                                | 5 450  | 9,5   | – 15,9 |
|               | Parti de l'écologie                                  | Richard Small                                                                 | 480    | 0,8   | – 1,6  |
|               | Raving Loony                                         | Tarquin Fin-tim-lin-bin-whin-bim-lim-bus-stop-F'tang-F'tang-Olé-Biscuitbarrel | 223    | 0,4   | —      |
|               | Indépendant                                          | Tom Keen                                                                      | 99     | 0,2   | —      |
|               | Democratic Monarchist, Public Safety, White Resident | Bill Boaks (en)                                                               | 36     | 0,1   | —      |
|               | Indépendant                                          | John Kennedy                                                                  | 31     | 0,1   | —      |
|               | Indépendant                                          | Donald Potter                                                                 | 31     | 0,1   | —      |
| Participation | Participation                                        | Participation                                                                 | 57 297 | 69,3  | – 5,9  |